# Potim (kommun)
Potim är en kommun i Brasilien.   Den ligger i delstaten São Paulo, i den sydöstra delen av landet, 800 km söder om huvudstaden Brasília. Antalet invånare är 19 413.
Följande samhällen finns i Potim:
- Potim

Omgivningarna runt Potim är huvudsakligen savann. Runt Potim är det tätbefolkat, med 286 invånare per kvadratkilometer.